# Takafumi Ogura
Takafumi Ogura (jap. 小倉 隆史, Ogura Takafumi; * 6. Juli 1973 in Suzuka, Präfektur Mie) ist ein ehemaliger japanischer Fußballspieler.

## Nationalmannschaft
1994 debütierte Ogura für die japanische Fußballnationalmannschaft. Ogura bestritt fünf Länderspiele und erzielte dabei ein Tor.

## Errungene Titel
- Kaiserpokal: 1995, 1999